# Ronde van Sibiu
De Sibiu Cycling Tour is een vierdaagse Roemeense wielerwedstrijd die wordt verreden rondom de stad 
Sibiu, gelegen in Transsylvanië in Centraal Roemenië.
De eerste editie van deze wedstrijd vond plaats in 2011. Vanaf 2013 wordt deze wedstrijd opgenomen in de UCI Europe Tour in de categorie 2.1.